# Campanula rapunculoides
es una especie de planta herbácea de la familia de las campanuláceas.

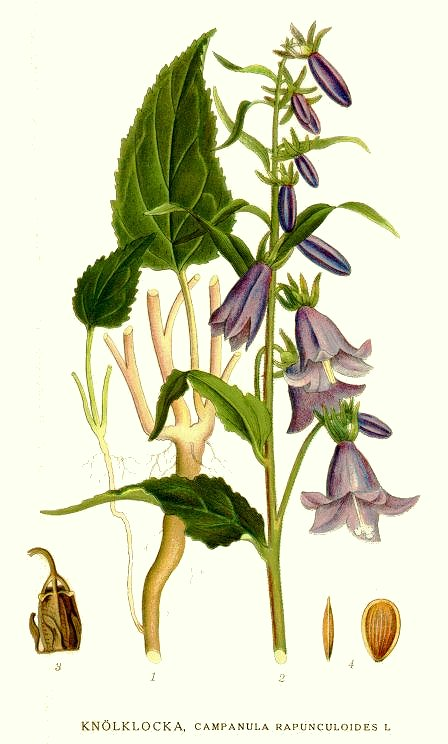
Ilustración

## Descripción

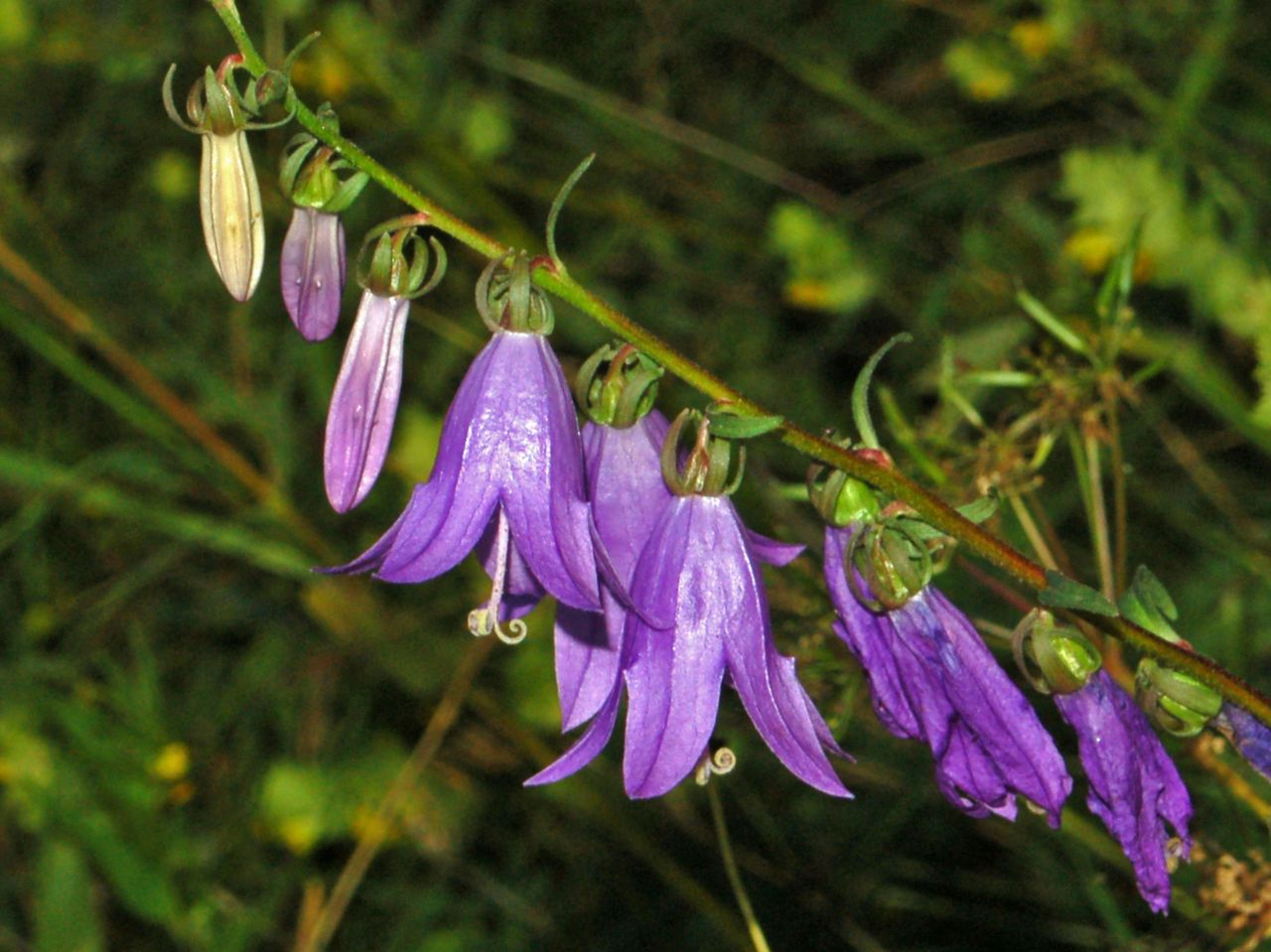
Flores de Campanula rapunculoides

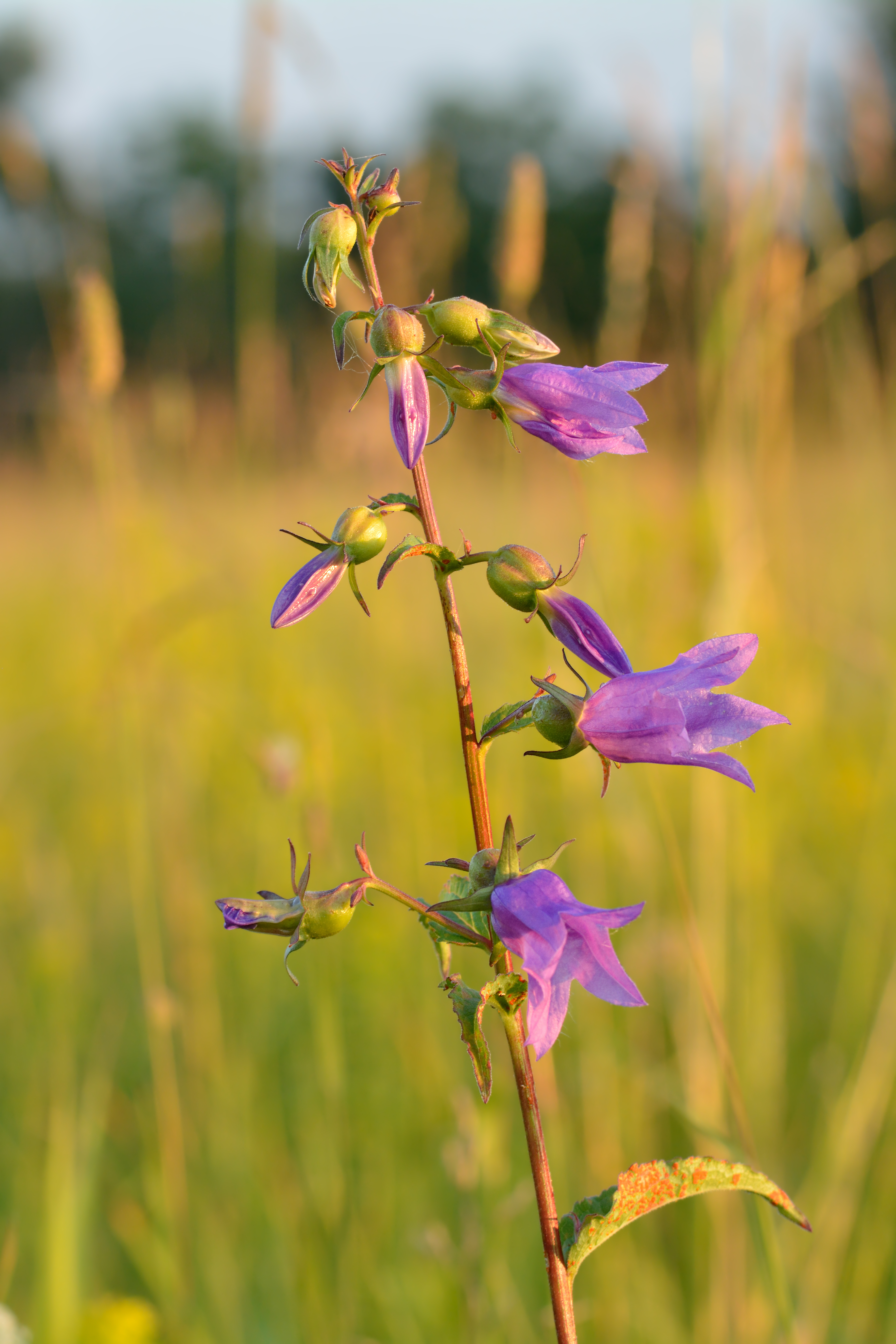

Campanula rapunculoides alcanza una media de 30-80 centímetros de altura, con un máximo de 120 centímetros. El tallo es simple, erecto y pubescente y las hojas son por lo general poco peludas. Las hojas basales son triangulares, estrechas, con una base en forma de corazón o redondeada, bordes dentados y  de hasta 12 centímetros  de largo. Las hojas del tallo superiores son sésiles y lanceoladas. La inflorescencia en forma de racimos de espigas con numerosas flores caídas. Las flores son de color azul brillante-violeta (raramente blancas), de 2 a 4 cm de largo, con pecíolos cortos a un lado en las axilas de las brácteas. Las brácteas son muy diferentes y más pequeñas que las hojas. Los sépalos son lanceolados a ovado-lanceoladas, enteras, ancho en la base hasta 2,5 mm. La corola tiene forma de campana, con cinco lóbulos profundos ligeramente ciliados. El período de floración se extiende de junio a septiembre. Las flores son polinizadas por insectos (abejas, moscas, mariposas, etc). El fruto es una cápsula.
Esta planta tiene sus yemas invernantes situados justo debajo de la superficie del suelo ( hemicriptófita ). Se propaga por estolones y produce profundas raíces en forma de tubérculos. Debido a que de cualquier pieza de las raíces puede brotar en una nueva planta,  es muy difícil de erradicar.

## Distribución
Esta planta es originaria de Europa y Siberia Occidental y se ha introducido a Norteamérica, donde se ha convertido en una maleza invasora.

## Hábitat
Crece en lugares de hierba, colinas, prados secos, en bosques caducifolios y de pino, bosques, campos y bordes de carreteras, líneas ferroviarias y los setos vivos, de preferencia en la sombra parcial, en un lugar seco a los sitios húmedos y en suelos arcillosos, relativamente ricos en nitrógeno, a una altitud de 0-2.000 m  sobre el nivel del mar. También aparece en los campos de cultivo como una mala hierba.

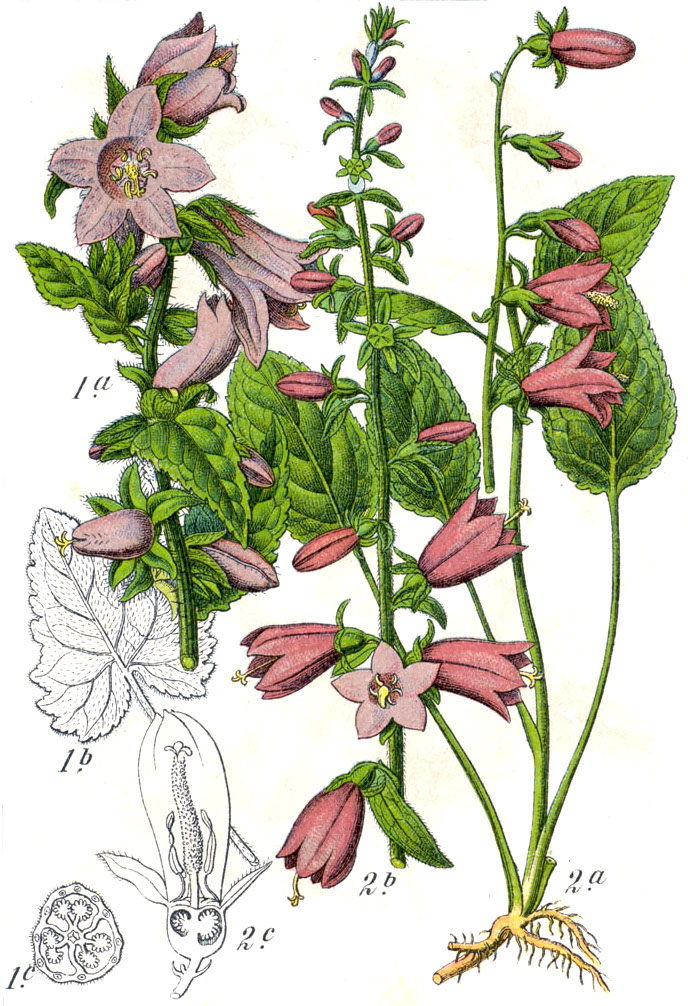
Ilustración

## Taxonomía
Campanula rapunculoides fue descrita por Carolus Linnaeus y publicado en  Species Plantarum 1: 165. 1753.
Etimología
Campanula: nombre genérico diminutivo del término latíno campana, que significa "pequeña campana", aludiendo a la forma de las flores.
rapunculoides: epíteto compuesto latino que se refiere a su similitud con  Campanula rapunculus.
Sinonimia
- Campanula morifolia Salisb.
- Campanula rapunculiformis St.-Lag.
- Campanula rhomboidea Falk
- Campanula rigida Stokes
- Campanula ucranica Schult.
- Cenekia rapunculoides (L.) Opiz
- Drymocodon rapunculoides (L.) Fourr.
- Rapunculus redivivus E.H.L.Krause[3][4]

subsp. cordifolia (K.Koch) Damboldt
- Campanula cordifolia K.Koch[5]

subsp. rapunculoides
- Campanula azurea Sol. & Banks ex Sims
- Campanula bocconei J.F.Gmel.
- Campanula chysnysuensis Czerep.
- Campanula contracta Mutis ex Nyman
- Campanula crenata Link
- Campanula dumetorum Boiss.
- Campanula elegans Schult.
- Campanula foliosa Galushko
- Campanula glabricarpa Schleich.
- Campanula grossheimii Kharadze
- Campanula hortensis Meerb.
- Campanula infundibuliformis Sims
- Campanula lunariifolia Willd. ex Schult.
- Campanula macrostachya Panz. ex Schult.
- Campanula neglecta Besser
- Campanula neglecta Downar
- Campanula nemorosa A.DC.
- Campanula nutans Lam.
- Campanula oenipontana Moretti ex A.DC.
- Campanula pyramidiflora Rchb.
- Campanula pyrenaica Willd. ex Steud.
- Campanula rhomboidalis Gorter
- Campanula rhomboidea L.
- Campanula rigida Gilib.
- Campanula secunda F.W.Schmidt
- Campanula secundiflora Vis. & Pancic
- Campanula setosa J.C.Wendl.
- Campanula setosa Fisch. ex DC.
- Campanula speciosa Willd. ex Spreng.
- Campanula trachelioides M.Bieb.
- Campanula ucranica Besser
- Campanula urticifolia Turra[6]

## Nombres comunes
- Castellano: falso rapónchigo, rapónchigo falso.[7]